# NGC 3919
NGC 3919 is een elliptisch sterrenstelsel in het sterrenbeeld Leeuw. Het hemelobject werd op 6 april 1864 ontdekt door de Duits-Deense astronoom Heinrich Louis d'Arrest.

## Synoniemen
- UGC 6810
- MCG 3-30-119
- ZWG 97.161
- PGC 37032